# مارالاغو
مارالاغو هو منتجع ومعلم تاريخي وطني في بالم بيتش، فلوريدا. يضم 126 غرفة و62,500 قدم مربع (5,810 م2) مبني على 17 فداناً من الأرض. امتلكه الرئيس الأمريكي المنتخب دونالد ترامب منذ 1985. وأصبح العقار مقر إقامته الأساسي منذ 2019.
بُني مارالاغو لسيدة الأعمال والنجمة الاجتماعية مارجوري ميريويذر بوست بين عامي 1924 و1927، خلال حمى الأراضي في فلوريدا [الإنجليزية]. تركت بوست العقار لإدارة المتنزهات الوطنية في وقت وفاتها في 1973، على أمل استخدامه للزيارات الرسمية أو كبيت أبيض شتوي [الإنجليزية]. ومع ذلك، نظراً لأن تكاليف صيانة العقار تجاوزت الأموال التي قدمتها بوست، مع صعوبة تأمين المنشأة، أعيد العقار إلى مؤسسة بوست بموجب قانون الكونغرس 96-586 في 23 ديسمبر 1980.
استحوذ دونالد ترامب، وهو رجل أعمال ومستثمر عقاري في ذلك الوقت، على مارالاغو في 1985، واستخدمه كمقر إقامة. وحوله إلى نادي مارالاغو في 1994، وهو نادي مخصص للأعضاء فقط مع غرف للضيوف وسبا ووسائل راحة أخرى على طراز الفنادق. تحتفظ عائلة ترامب بأماكن خاصة في منطقة مغلقة على الأرض. زار ترامب منتجع مارالاغو باضطراد خلال فترة رئاسته الأولى. وعقد اجتماعات هناك مع زعماء دوليين، بما في ذلك رئيس الوزراء الياباني شينزو آبي والرئيس الصيني شي جين بينغ. خصص ترامب العقار كمقر إقامته الرئيسي منذ 2019.

## أصل الاسم
يعني اسم مارالاغو بالإسبانية «من البحر إلى البحيرة»، مما يعكس حقيقة أن العقار يمتد من أحد طرفي جزيرة بالم بيتش إلى الطرف الآخر، ويُحاذي المحيط الأطلسي شرقاً وبحيرة وورث غرباً.

## تاريخه

### التصميم
دفعت مارجوري ميريويذر بوست، وريثة شركة بوست سيريالز وأغنى امرأة في الولايات المتحدة لاحقاً، تكاليف بناء المنزل مع زوجها إدوارد إف. هوتون، خلال حمى الأراضي في فلوريدا في عشرينيات القرن العشرين. كما وظفت ماريون سيمز وايت كمصممة وأوكلت التصميم الداخلي والديكورات الخارجية لجوزيف أوربان. وقد أنفقت بوست 7 ملايين دولار أمريكي (ما يعادل 123 مليون دولار في 2023). وانتهى البناء في 1927. وكان حينها أغلى مسكن غير ملكي بُني في التاريخ.[بحاجة لمصدر]

### مقر إقامة مارجوري ميريويذر بوست في الشتاء
كان هوتون وبوست يستخدمان مارالاغو بانتظام كمقر إقامة لهما في الشتاء، ويقيمان هناك عادةً من منتصف يناير إلى أواخر مارس. كما استضاف بوست حفلات عشاء وفعاليات خيرية وحفلات موسيقية وتنكرية وسيرك.
انفصل هوتون وبوست في 1935. وتزوجت بوست من محامي واشنطن جوزيف إي. ديفيز، الذي عُين سفيراً لدى الاتحاد السوفيتي. وأُغلق مارالاغو لمدة خمسة مواسم. لم تزر بوست مارالاغو إلا على فترات قصيرة في أوائل الأربعينيات ولم تُقيم في العقار من 1941 إلى 1948. وتحول المبنى إلى مركز تدريب للجنود العائدين في أبريل 1944.
عادت بوست إلى مارالاغو في 1948 وبدأ في استضافة الأحداث الاجتماعية مرة أخرى. حيث استضافت حفل الصليب الأحمر الدولي تقليدياً منذ 1957. بُني جناح في 1961، يحتوي على حلبة رقص تبلغ مساحتها 30×50 قدماً حيث أقيمت أمسيات الرقص الرباعي.

### الحكومة الفيدرالية والبناء
تغيرت الأذواق الاجتماعية، بحلول الخمسينيات والستينيات من القرن العشرين، وهُدمت العديد من القصور التي شُيّدت في عشرينيات القرن العشرين. ومع ذلك، صُنف مارالاغو كموقع تاريخي وطني في 1969. وقد عزا تقرير معاصر أعدته وزارة الداخلية أهميته إلى توفير «صورة ممتازة لحياة المنتجعات الشتوية في بالم بيتش قبل الكساد».
أوصت بوست، التي توفيت في 1973، بمنح العقار الذي تبلغ مساحته 17 فداناً (6.9 هكتاراً) للحكومة الأمريكية باعتباره البيت الأبيض الشتوي [الإنجليزية] للرؤساء وكبار الشخصيات الأجنبية الزائرة. ومع ذلك، فضل ريتشارد نيكسون البيت الأبيض في فلوريدا [الإنجليزية] في جزيرة كي بيسكاين [الإنجليزية]، ولم يكن جيمي كارتر مهتماً. سرعان ما أدركت الحكومة الفيدرالية التكلفة الهائلة للصيانة وصعوبة توفير الأمن، وأعادته إلى مؤسسة بوست في 1981. وأُدرج للبيع مقابل 20 مليون دولار. لم تهتم بنات بوست، ومنهن دينا ميريل، بالعقار تحسباً للبيع، بل حظي باهتمام محدود للغاية لدرجة أنه جرت الموافقة على هدمه.
أُعلن عن مارالاغو كمعلم تاريخي وطني في 1980 لتجسيده «أسلوب الحياة الباروني للأثرياء الذين بنوا القصور في فلوريدا خلال حمى الأراضي في فلوريدا في عشرينيات القرن العشرين».

### ملكية ترامب

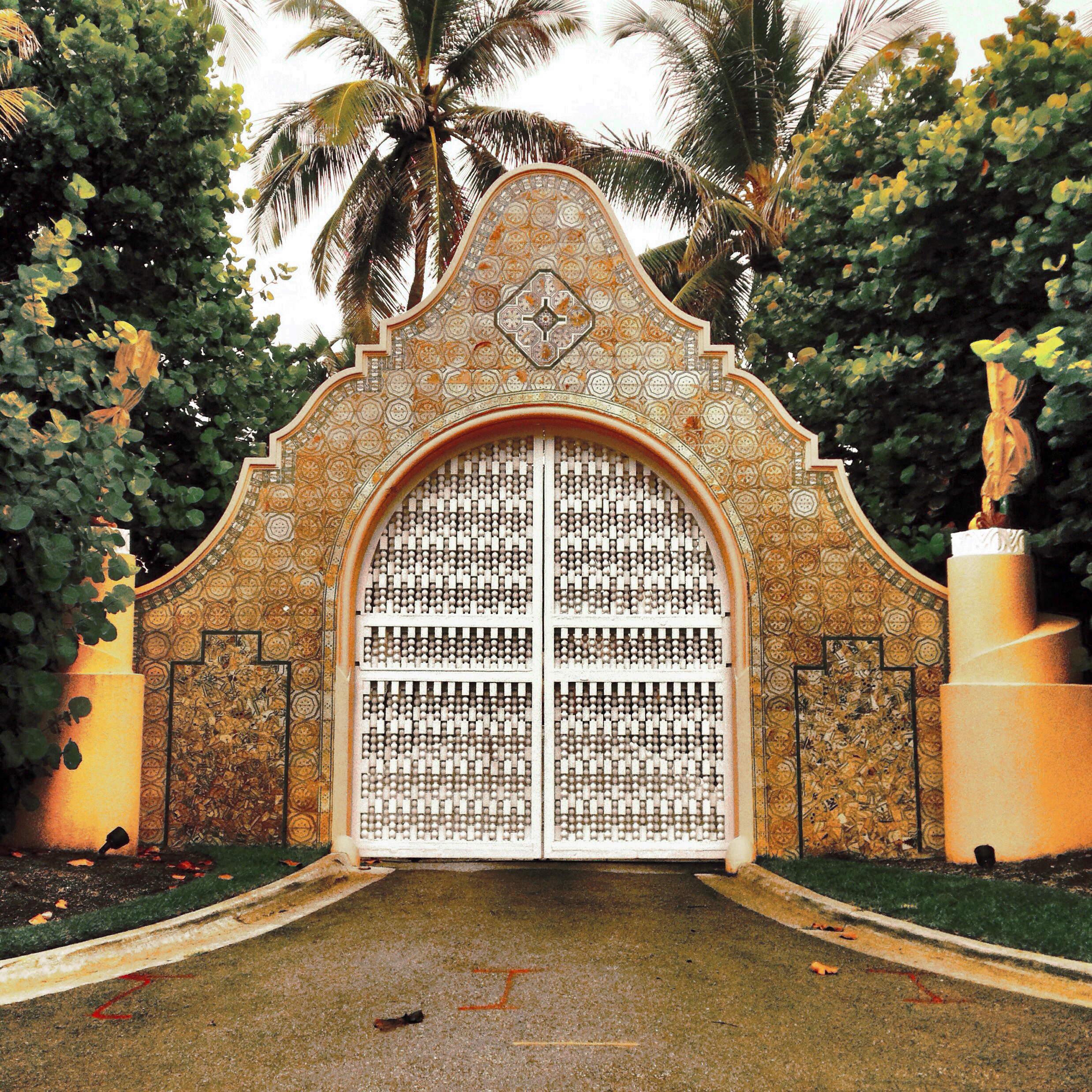
بوابة الدخول في 2014

عرض دونالد ترامب على عائلة بوست 15 مليون دولار في البداية، لكن عرضه رُفض. ثم اشترى ترامب أرضاً بين مارالاغو والمحيط من جاك سي. ماسي، المالك السابق لسلسلة مطاعم كنتاكي، مقابل 2 مليون دولار، مشيراً إلى أنه ينوي بناء منزل يحجب منظر شاطئ مارالاغو. تسبب هذا التهديد في تراجع الاهتمام المتنافس في مارالاغو. اشترى ترامب العقار مقابل 7 ملايين دولار في 1985. وقدرت مصادر مختلفة التكلفة الإجمالية للشراء بحوالي 10 ملايين دولار. كان الحد الأدنى للعطاء المقبول 20 مليون دولار، وقُيمت المفروشات الداخلية بمبلغ 8 ملايين دولار.
ظل مارالاغو، الذي جدده ترامب، صورة طبق الأصل إلى حد كبير من طرازه الأصلي. أُجريت تجديدات واسعة النطاق، بما في ذلك إضافة قاعة رقص تبلغ مساحتها 20,000 قدم مربع (1,900 م2). يضم النادي خمسة ملاعب تنس ترابية ومسبحاً على الواجهة البحرية. كانت زوجة ترامب في ذلك الوقت، إيفانا ترامب، تدير العقار.
صُور ترامب مع جيفري إبستين في حفلة في مارالاغو في 1992. حظيت اللقطات باهتمام بعد اعتقال إبستين بتهمة الاتجار بالجنس في 2019، وظهرت لقطات فيديو لترامب وهو يتحدث إلى إبستين في مارالاغو في فيلم الكوميديا السوداء الساخر لعام 2020 بورات 2. كما زُعم أن مارالاغو استضاف حدثاً لنحو 28 امرأة في 1992 حيث كان ترامب وإبستين هما الحاضرين الوحيدين من الذكور. كما تتضمن الصور الإضافية الملتقطة لهما في مارالاغو صورة لترامب وإبستين منذ 1997، وصورة التقطت في 12 فبراير 2000 مع ترامب وإبستين وغيسلين ماكسويل وزوجة ترامب المستقبلية ميلانيا كناوس.
واجه ترامب صعوبات مالية في أوائل التسعينيات. فحاول تقسيم مارالاغو إلى عقارات أصغر أثناء التفاوض مع المصرفيين، مما أثار قلق سكان بالم بيتش. رفض مجلس المدينة هذه الخطة. بدلاً من ذلك، حول ترامب العقار إلى نادٍ خاص في 1994، متحدياً ما اعتبره قيوداً مفرطة.
استضاف النادي الجديد حفلات موسيقية لمشاهير مثل سيلين ديون وبيلي جويل، إلى جانب متسابقات مسابقات الجمال. كما استقبل النادي العديد من الضيوف من المشاهير؛ من الجدير بالذكر أن مايكل جاكسون وليزا ماري بريسلي قضيا شهر العسل في مارالاغو في 1994، ووفقاً لسيرته الذاتية مايكل جاكسون: السحر والجنون [الإنجليزية]، تبادل جاكسون وبريسلي القُبلات لأول مرة في مارالاغو في وقت مبكر من علاقتهما. ولا يزال يستضيف تقليدياً حفل الصليب الأحمر الدولي، وهو حدث سنوي بملابس رسمية رسخته بوست.
كانت فرجينيا جوفري عاملة سبا في مارالاغو عندما اقتربت منها جيسلين ماكسويل لأول مرة وقدمتها إلى جيفري إبستين في 2000. واصلت جيوفري لاحقاً توجيه اتهامات ضد ماكسويل وإبستين للاتجار بها جنسياً لعملاء بما في ذلك الأمير أندرو وآلان ديرشويتز.
تزوج ترامب من ميلانيا كناوس في مارالاغو في 2005. حضر الحفل بيل وهيلاري كلينتون، بالإضافة إلى العديد من المشاهير والشخصيات الأخرى في وسائل الإعلام والبث.
حقق نادي مارالاغو 29.7 مليون دولار من الإيرادات الإجمالية في الفترة من يونيو 2015 إلى مايو 2016 وفقاً لنماذج الإفصاح المالي التي قدمها ترامب. وحقق النادي إيرادات بلغت 25.1 مليون دولار للسنة التقويمية 2017، و22 مليون دولار في 2018، و21.4 مليون دولار في 2019.
قدرت مجلة فوربس قيمة العقار بحوالي 350 مليون دولار في 2022. ومع ذلك، يتجاهل هذا التقييم القيود المفروضة على الملكية. تخلى ترامب عن «الحق في استخدام مارالاغو لأي غرض آخر غير النادي الاجتماعي» عبر موافقته على «وثيقة الصيانة والحفظ» في 1995. كما وافق على حق الارتفاق للحفاظ على البيئة ومنع المزيد من التطوير في 2002. «خمن خبراء العقارات خارج بالم بيتش أن المكان يستحق أكثر من 200 مليون دولار. اعتقد السماسرة في الجزيرة أنه قد يصل لأكثر من ذلك بكثير، حيث جاء تقدير أعلى مبالغة عند 725 مليون دولار. عندما قامت مجلة فوربس بتقييم العقار آخر مرة في مارس، وصل إلى 350 مليون دولار بتقدير متحفظ» وفقاً لمجلة فوربس. زعمت دعوى قضائية رفعتها المدعية العامة لنيويورك ليتيتيا جيمس [الإنجليزية] في 2022 أن ترامب بالغ في تقدير قيمة مارالاغو إلى 739 مليون دولار، بينما كان يجب أن تكون قيمة العقار في الواقع 75 مليون دولار.

### رئاسة ترامب الأولى
أشار الرئيس ترامب إلى مارالاغو باسم «البيت الأبيض الشتوي»، وفي بعض الأحيان «البيت الأبيض الجنوبي».
كان هناك منشأة معلومات مقسمة حساسة (SCIF) تعمل في مارالاغو خلال رئاسة ترامب. وقد أُزيلت بعد أن ترك منصبه. استُخدمت منشأة المعلومات المقسمة الحساسة للاتصالات مع غرفة العمليات في البيت الأبيض والبنتاغون. اجتمعت مجموعة مارالاغو، وهي مجموعة غير رسمية نظمها الرئيس ترامب وأشرفت على العديد من أنشطة وزارة شؤون المحاربين القدامى خلال إدارة ترامب، بشكل متكرر في النادي.

#### الزيارات الرئاسية البارزة
- عائلة ترامب تستضيف شينزو آبي وزوجته أكي آبي في مارالاغو.
- عائلة ترامب تستضيف شي جين بينغ وزوجته بينغ ليوان في مارالاغو.
- الرئيس ترامب يستضيف الرئيس البرازيلي جايير بولسونارو في مارالاغو.
- الرئيس ترامب (على رأس الطاولة) وموظفوه يراقبون الضربة الصاروخية على سوريا من منشأة المعلومات الحساسة داخل مارالاغو.

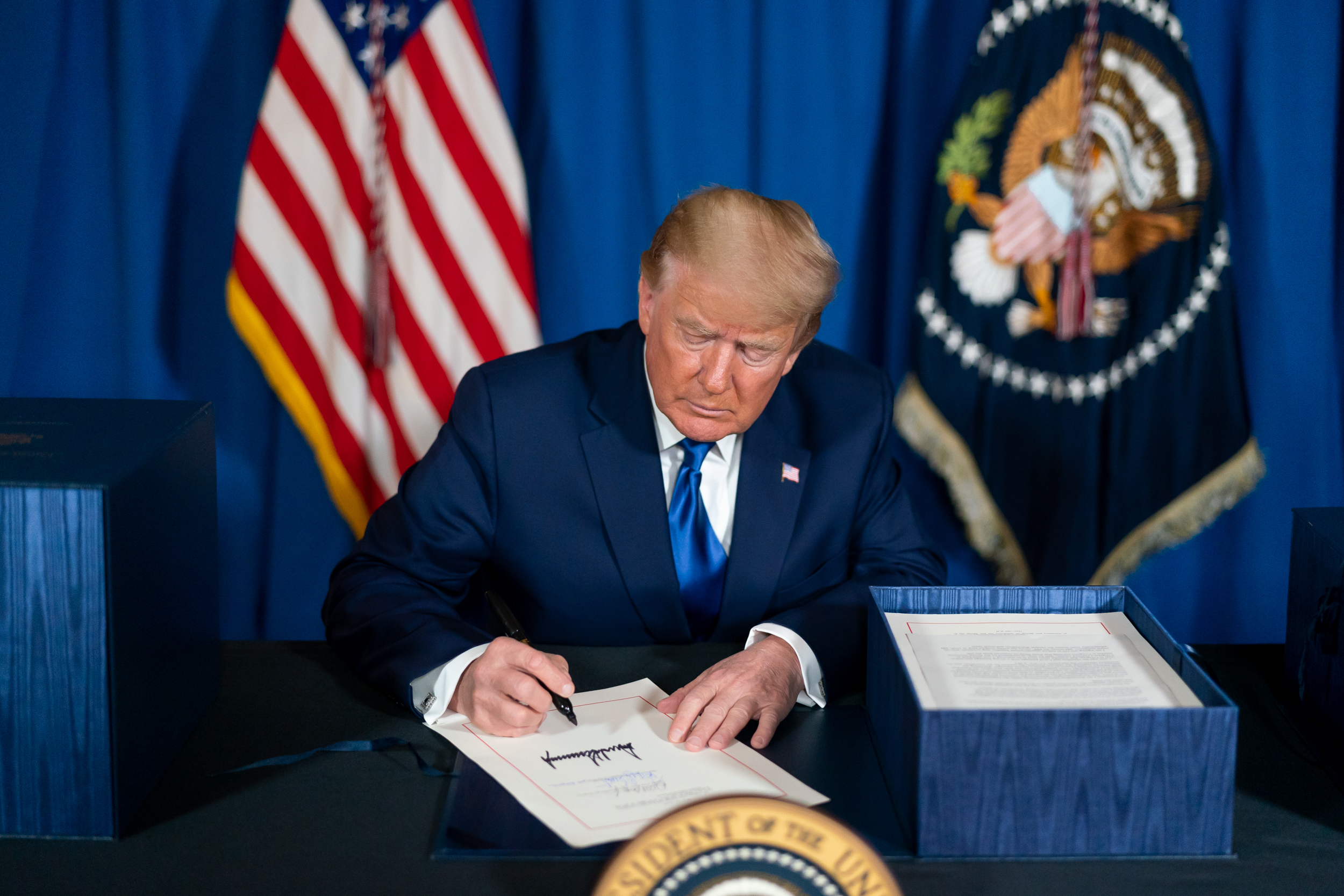
ترامب يوقع على قانون المخصصات الموحدة لعام 2021 في مارالاغو في 27 ديسمبر 2020

كانت أول زيارة لدونالد ترامب إلى مارالاغو كرئيس للولايات المتحدة في عطلة نهاية الأسبوع من 3 إلى 6 فبراير 2017. واستضاف حفل الصليب الأحمر الماسي في نادي مارالاغو يوم السبت، وشاهد سوبر بول 51 في نادي ترامب الدولي للغولف القريب في ويست بالم بيتش يوم الأحد.
استضاف الرئيس ترامب وزوجته ميلانيا رئيس الوزراء الياباني شينزو آبي وزوجته في عطلة نهاية الأسبوع من 10 إلى 12 فبراير 2017. كان هذا أول استخدام لمارالاغو للترفيه عن زعيم دولي، وهو ما يجرى تقليدياً في البيت الأبيض. وقد وقعت واحدة من أولى أزمات الأمن الدولية للرئيس ترامب، في عطلة نهاية الأسبوع هذه، إطلاق صاروخ كوري شمالي. تشاور ترامب وآبي على مرأى ومسمع من الضيوف.
أقام الرئيس ترامب تجمعاً انتخابياً في مطار ملبورن أورلاندو الدولي [الإنجليزية]، خلال زيارته الثالثة إلى مارالاغو في عطلة نهاية الأسبوع من 17 إلى 20 فبراير. كما أجرى مقابلات لاختيار مستشار بديل للأمن القومي وعين الجنرال هربرت مكماستر خليفة لمايكل فلين، الذي انتهت خدمته مؤخراً، في 20 فبراير 2017.
أثيرت تساؤلات حول إمكانية وصول أعضاء نادي ترامب المشتركين إليه وإلى حاشيته بعد زيارة الرئيس ترامب الرابعة في عطلة نهاية الأسبوع في الفترة من 3 إلى 5 مارس 2017. طلب عدد من أعضاء مجلس الشيوخ الديمقراطيين من الرئيس الإفصاح عن سجلات زوار مارالاغو بالإضافة إلى قائمة بأعضاء النادي الخاص. بعد ذلك، قُدم «قانون مارالاغو»، وهو تشريع يتطلب نشر سجلات الزوار في البيت الأبيض والأماكن الأخرى التي يدير فيها الرئيس أعماله. أمر قاضي في يوليو 2017 بإصدار هذه السجلات في سبتمبر، بعد رفع دعوى قضائية.
كانت الزيارة الرئاسية الخامسة للرئيس ترامب في الفترة من 17 إلى 18 مارس. وكان من بين الضيوف والدا ميلانيا، فيكتور وأماليا كنافس.[بحاجة لمصدر]
استضاف الرئيس ترامب الرئيس الصيني شي جين بينغ في اليومين الأولين خلال زيارته التالية في الفترة من 6 إلى 9 أبريل. واتخذ قراراً في مارالاغو بضرب مطار سوري. كما قضى عطلة عيد الفصح التالية مع أفراد الأسرة في مارالاغو.[هل المصدر موثوق به؟]
نشر موقع شيرأمريكا، الذي تديره إدارة برامج المعلومات الدولية التابعة لوزارة الخارجية الأمريكية، منشوراً على مدونة يصف تاريخ مارالاغو في 4 أبريل 2017، قبل زيارة شي. شارك موقع السفارة الأمريكية في المملكة المتحدة في 5 أبريل 2017، مقتطفات من منشور المدونة الأصلي على مدونته الخاصة، وشاركت صفحة السفارة الأمريكية في ألبانيا على فيسبوك المنشور الأصلي. تساءل السيناتور الديمقراطي رون وايدن، وزعيمة الأقلية في مجلس النواب نانسي بيلوسي، ومراقبو الأخلاقيات مثل السفير السابق نورمان أيسن، عن استخدام الموارد الحكومية الرسمية للترويج لممتلكات خاصة يملكها ترامب في 24 أبريل 2017. أزال موقع شيرأمريكا وسفارتي الولايات المتحدة في المملكة المتحدة وألبانيا منشوراتهم بحلول 25 أبريل 2017. واستبدل شيرأمريكا منشوره بالبيان التالي، «كان هدف المقال تعريف الجمهور بالمكان الذي استضاف فيه الرئيس زعماء العالم. نحن نأسف لأي تصور خاطئ وأزلنا المنشور».
عاد الرئيس ترامب إلى مارالاغو للاحتفال بعيد الشكر في نوفمبر 2017، وبعد شهر عاد في زيارته الرئاسية العاشرة خلال إجازة عيد الميلاد.
زار الرئيس ترامب مارالاغو ثماني مرات قبل الإغلاق الموسمي في مايو في 2018. وعقد خلال هذا الوقت اجتماع قمة مع شينزو آبي في 17-18 أبريل.
عاد الرئيس ترامب إلى مارالاغو لقضاء عيد الشكر في نوفمبر 2018. ألغى الرئيس ترامب إجازة عيد الميلاد المخطط لها في مارالاغو بعد شهر واحد، عقب تعطيل الحكومة الفيدرالية. وعاد إلى مارالاغو لقضاء عيد الشكر في نوفمبر 2019، وبعد شهر عاد لقضاء عيد الميلاد.
استضاف الرئيس ترامب الرئيس البرازيلي جايير بولسونارو في 7 مارس 2020، لتناول عشاء عمل، حيث ناقش الزعيمان الجهود التي تقودها الولايات المتحدة للإطاحة بالرئيس الفنزويلي نيكولاس مادورو، واتفاقية تجارية مستقبلية، والسلام في الشرق الأوسط. كما حضر العشاء السكرتير الصحفي لبولسونارو، فابيو واغنغارتن، الذي أبلغت زوجته الآخرين على وسائل التواصل الاجتماعي في 11 مارس 2020، أنه ثبتت إصابته بفيروس كوفيد-19 بعد عودته من الولايات المتحدة عبر ميامي إلى البرازيل. وكان من بين الحاضرين الآخرين في العشاء نائب الرئيس مايك بنس وإيفانكا ترامب وجاريد كوشنر.

#### المنطقة الأمنية
أصبحت منطقة بالم بيتش منطقة قيود طيران مؤقتة خلال إقامة ترامب كرئيس، مما أثر بشدة على الرحلات الجوية والعمليات الجوية في دائرة نصف قطرها 30 ميلاً بحرياً (55.56 كم). أمن خفر السواحل والخدمة السرية مداخل الممر المائي والمحيط والبحيرة، وطوقت الخدمة السرية بتطويق الشوارع المؤدية إلى مارالاغو أثناء زيارات الرئيس. كما ضم خفر السواحل أيضاً فريق نخبوي للسلامة والأمن البحري يتمتع بقدرات فريدة متخصصة في الأمن البحري. أُغلق مطار بالم بيتش كاونتي بارك القريب (مطار لانتانا) لمدة ثلاث عطلات نهاية أسبوع متتالية، مما أدى إلى تراكم خسائر مالية كبيرة للعديد من الشركات بحلول عطلة نهاية الأسبوع الثالثة في فبراير 2017.

### بين فترتي رئاسة ترامب
انتقل ترامب للعيش في مارالاغو وأقام مكتباً كما نص قانون الرؤساء السابقين في نهاية ولايته. واصل ترامب والمرشحون الجمهوريون الآخرون عقد حملات لجمع التبرعات في مارالاغو، بعد انتهاء ولايته، واستمر ترامب في ممارسة نفوذ كبير على الحزب الجمهوري، وهي الحالة التي وصفتها صحيفة نيويورك تايمز بـ«آلة مارالاغو».
كان مارالاغو موقعاً لحفلات مشاهدة ترامب وحلفائه المقربين لانتخابات الولايات المتحدة 2022 في 8 نوفمبر 2022 ويوم الثلاثاء الكبير في 5 مارس 2024. استضاف ترامب بنيامين نتنياهو في مارالاغو خلال حملته الرئاسية لعام 2024.

#### تخزين السجلات السرية

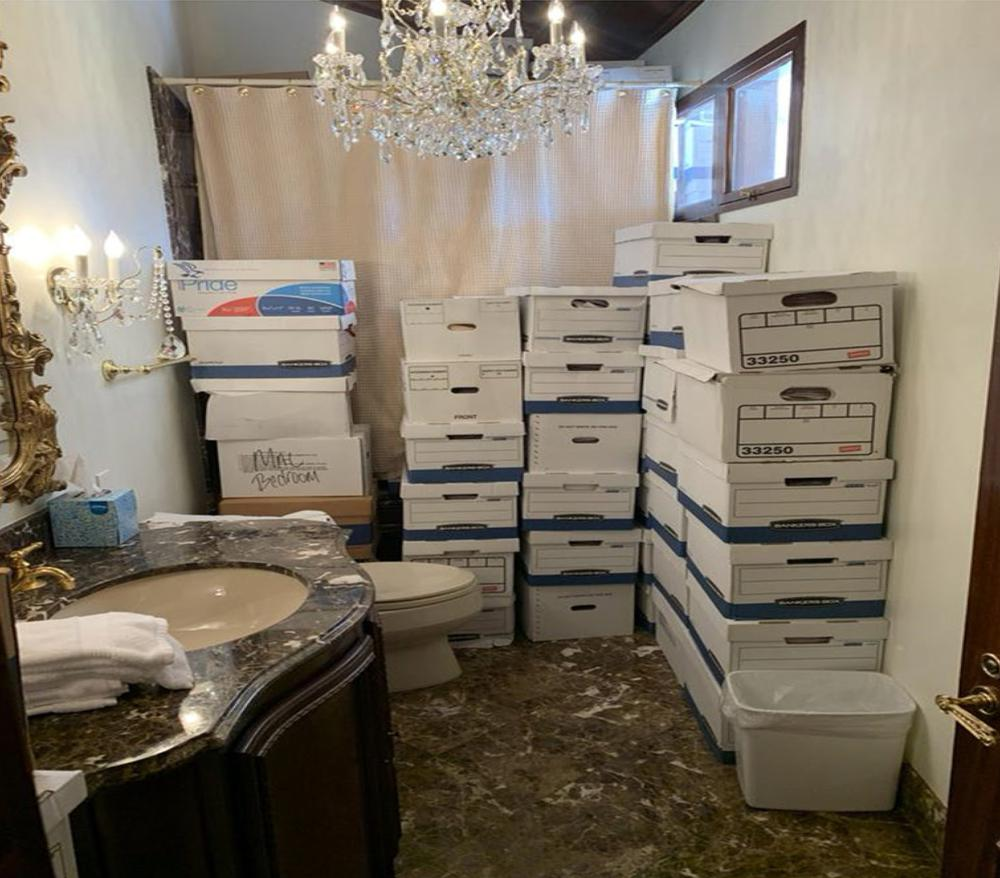
وثائق سرية مخزنة في حمام في مارالاغو

نقل ترامب كمية كبيرة من الوثائق الرئاسية إلى مارالاغو عند مغادرة البيت الأبيض في يناير 2021، على الرغم من أن تخزين مثل هذه المواد يخضع لقانون السجلات الرئاسية. رتبت إدارة الأرشيف والوثائق الوطنية لاسترجاع 15 صندوقًا من المواد من مارالاغو في يناير 2022 سعياً للحفاظ على الاتصالات والمراسلات الرئاسية مع زعماء العالم. تضمنت هذه الوثائق مستندات مصنفة بوضوح على أنها سرية، مما دفع وزارة العدل إلى تقييد أي تفاصيل تتعلق بمحتويات الصناديق الخمسة عشر.
أرسلت وزارة العدل استدعاءً لهيئة محلفين كبرى إلى ترامب في 11 مايو 2022، طالبة أي مستندات إضافية مصنفة على أنها سرية. إلى جانب طلب استدعاء لاحق للقطات مراقبة من النادي. قدم عملاء مكتب التحقيقات الفيدرالي مذكرة تفتيش في 8 أغسطس 2022، وفتشوا سكن ترامب في مارالاغو، كجزء من التحقيق المستمر في سوء التعامل المحتمل مع الوثائق السرية. وقد سهلت الخدمة السرية «الوصول» لمكتب التحقيقات الفيدرالي، وكان أحد محامي ترامب حاضراً أثناء عملية التفتيش.

### رئاسة ترامب الثانية
تواجد ترامب في مارالاغو ليلة الانتخابات الرئاسية الأمريكية 2024. بينما أقيمت حفلة مشاهدة ترامب الرسمية في مركز مؤتمرات مقاطعة بالم بيتش، حيث ألقى ترامب خطاب النصر، استضاف ترامب حفلة مشاهدة أكثر حصرية والعديد من العشاءات الخاصة في مارالاغو خلال ليلة الانتخابات. شمل الحضور خلال الحدث عائلته الموسعة وأصدقائه المقربين وأعضاء نادي مارالاغو. حضر إيلون ماسك وروبرت ف. كينيدي الابن ودانا وايت وفيفيك راماسوامي جميعاً لفعاليات مارالاغو، بالإضافة إلى شخصيات سياسية أجنبية مثل نايجل فاراج وإدواردو بولسونارو. أصبح مارالاغو قاعدة للانتقال الرئاسي الثاني لدونالد ترامب بعد انتخابه لولاية ثانية كرئيس للولايات المتحدة، حيث اتخذ الرئيس المنتخب قرارات بشأن ترشيح الأشخاص في إدارته القادمة.

## الطراز المعماري والتخطيط والمواد
صُمم المنتجع على الطراز الإسباني من الناحية المعمارية. والمبنى عبارة عن فيلا على الطراز المتوسطي، وهو تكييف للطراز الإسباني الموريسكي الذي كان شائعاً في بالم بيتش آنذاك. يحتوي على مبنى مركزي من طابقين مع أماكن إقامة عائلية ومناطق خدمة في أجنحة ومباني فرعية سفلية. اختارت بوست هذا الترتيب للحفاظ على المنزل الرئيسي بإظهاره فخماً للغاية مع فصل مناطق العائلة والخدمة عن تلك المستخدمة للترفيه. يتوج المنزل برج بارتفاع 75 قدماً بسقف من البلاط يحتوي على غرف نوم وحمامات ومنصة مراقبة تطل على منظر واسع لشاطئ بالم.
كانت من بين المواد المستوردة المستخدمة ثلاث حمولات بحرية من حجر دوريا من جنوة مرئية في مواجهة الجدار الخارجي، وبعض الهياكل الداخلية، والأقواس، ومنحوتات بارويغ. اُختير هذا الحجر الجيري الحامل للحفريات لتحمله الشيخوخة السريعة وملاءمته للنحت المعقد. جاءت حوالي 20,000 بلاطة سقف و2,200 كتلة أرضية من الرخام الأسود والأبيض من قلعة كوبية. ومن بين الأمور ذات الأهمية الخاصة البلاط الإسباني العتيق المستخدم بسخاء في قاعة المدخل والفناء والأروقة وبعض الغرف؛ ومجموعة من حوالي 36,000 بلاطة من القرن الخامس عشر جُمعت تجميعها في ثمانينيات القرن التاسع عشر من قبل السيدة هوراس هافرمير. وقد تكون هذه المجموعة واحدة من أكبر المجموعات في العالم.
يحتوي المنزل على 58 غرفة نوم و33 حماماً وطاولة طعام بطول 29 قدماً (8.8 م) من الرخام الصلب و12 مدفأة وثلاثة ملاجئ للقنابل.
صنف أعضاء فرع فلوريدا التابع للمعهد الأمريكي للمهندسين المعماريين مارالاغو في المرتبة الخامسة في قائمة «فلوريدا للهندسة المعمارية: 100 عام. 100 مكان» في 18 أبريل 2012.

## نادي مارالاغو

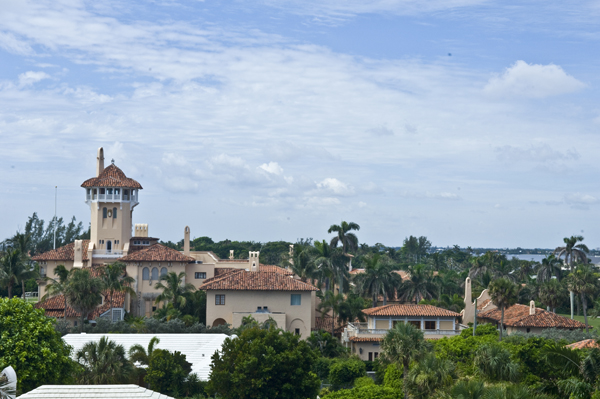
مارالاغو في 2009

تمثل النشاط التجاري الرئيسي الذي يشغل العقار في نادي مارالاغو، الذي افتتح في 1994 ويعمل كمنتجع وفندق للأعضاء الذين يدفعون الاشتراكات، ويؤجر أماكن العقار للمناسبات الخاصة. إن تشغيل القصر كنادي بهذه الطريقة، مع الاستمرار في العيش في المبنى، يسمح لترامب بخفض فاتورة الضرائب بدرجة كبيرة، من خلال تحديد مجموعة من العناصر المستخدمة للحفاظ على القصر وأسلوب حياته كنفقات تجارية مشروعة.
تتطلب العضوية في نادي مارالاغو رسوم بدء قدرها 200,000 دولار. ورد أنه استجابة لانخفاض الطلب في أعقاب فضيحة بيرني مادوف التي أثرت على العديد من سكان بالم بيتش الأثرياء، خُفضت الرسوم إلى 100,000 دولار في 2012. عادت الرسوم إلى 200,000 دولار في يناير 2017 بعد انتخاب ترامب رئيساً، بجانب رسوم سنوية قدرها 14,000 دولار. كما يدفع الضيوف الذين يبيتون ما يصل إلى 2,000 دولار في الليلة.
لطالما كانت قائمة عضوية مارالاغو محاطة بالسرية. استطاع كتاب نادي المحتال لعام 2020 الوصول إلى سجلات العضوية القديمة للنادي، والتي أكدت أن جيفري إبستين كان عضواً حتى 2007، وكشف أنه طُرد «بعد أن تحرش إبستين بابنة أحد الأعضاء»، وفقاً لعضو آخر في مارالاغو. يزعم الكتاب أن الفتاة كانت مراهقة في ذلك الوقت، ويؤكد أن إبستين مدرج في سجلات عضوية النادي باسم "الحساب مغلق 10/07"، على عكس حالات استقالة الأعضاء، حيث يُشار إليها عادةً بـ"استقال".
اقترب النادي من سعته القصوى البالغة 500 عضو مدفوع الأجر اعتباراً من يناير 2017، وكان يقبل 20 إلى 40 عضواً جديداً سنوياً. شمل الأعضاء اعتباراً من 2017: المدير التنفيذي في قطاع النفط بيل كوك، والخبير المالي توماس بيترفي [الإنجليزية]، وزعيم الحزب الديمقراطي في نيوجيرسي جورج نوركروس [الإنجليزية]، وعضو جماعة الضغط كينيث دوبرشتاين [الإنجليزية]، ومطوري العقارات بروس إي. تول [الإنجليزية] وريتشارد ليفراك [الإنجليزية]، والمدير التنفيذي للإعلام كريستوفر رودي، ومضيف البرامج الحوارية هوي كار، وزوجة مضيف البرامج الحوارية مايكل سافيج، ومدرب اتحاد كرة القدم الأميركي بيل بيليشيك.
ورد أن ترامب كان يفكر في تعيين ثلاثة أعضاء على الأقل في النادي كسفراء في فبراير 2017.
ألغت ست منظمات غير ربحية أحداثاً احتفالية مقررة في النادي، احتجاجاً على تصريحات ترامب خلال مسيرة توحيد اليمين في أغسطس 2017 في شارلوتسفيل بولاية فرجينيا. وشملت المؤسسات الخيرية التي ألغت الأحداث؛ الصليب الأحمر الأمريكي وجمعية السرطان الأمريكية.
كثيراً ما أُشير إلى النادي بسبب انتهاكات قانون الصحة. فقد لاحظ مفتشو فلوريدا 15 مخالفة في يناير 2017، شملت المأكولات البحرية غير الآمنة، واللحوم المبردة على نحو غير كافٍ، والأرفف الصدئة، والطهاة بلا شبكات شعر. ومع ذلك، «سويت المخالفات في الموقع، وخضعت المنشأة على الفور إلى الامتثال» وفقاً للمتحدث باسم إدارة الأعمال والتنظيم المهني في فلوريدا، ستيفن لوسون. بعدما واجهت 51 انتهاكاً لقانون الصحة منذ 2013.
قُبض على يوجينج تشانغ في 30 مارس 2019، وهو مواطن صيني، لاتهامه بالدخول غير القانوني إلى المبنى والإدلاء بتصريحات كاذبة لمسؤولي إنفاذ القانون الفيدراليين. كما قُبض على مواطنين صينيين بتهمة التعدي على مارالاغو في ديسمبر 2019. حاول المواطن الصيني زيجي لي دخول العقار ثلاث مرات على الأقل في 2024.
ذكرت صحيفة بيتسبرغ بوست غازيت في أغسطس 2022، أن امرأة ناطقة بالروسية من أصل أوكراني استخدمت اسماً مزيفاً وادعت أنها وريثة من عائلة روتشيلد كانت تتردد على المقر لأكثر من عام، حتى أنها ظهرت هناك لالتقاط الصور مع ترامب والسيناتور ليندسي غراهام.

## القضايا القانونية

### مطالبة التأمين ضد الأعاصير
تلقى ترامب مبلغ تأمين بقيمة 17 مليون دولار أمريكي عن الأضرار التي لحقت بمنتجع مارالاغو بسبب الأعاصير بعد موسم الأعاصير الأطلسية في 2005، وذلك بسبب الأضرار التي لحقت «بالمناظر الطبيعية، والأسقف، والجدران، والطلاء، والتسربات، والأعمال الفنية في المفروشات، والبلاط، والبلاط الإسباني، والشاطئ، والتآكل»، كما وُصف. قال أنتوني سينيكال، عمدة سابق وكبير خدم ترامب السابق في المنتجع ولاحقاً "مؤرخ داخلي" للمنتجع، إن بعض الأشجار خلف المنتجع قد سُحِقَت بالأرض وفُقِدَت بعض بلاطات السقف، لكن «لم يتضرر هذا المنزل بشكل خطير أبداً. كنت هناك طوال [الأعاصير]».

### دعوى العلم الأمريكي
رفع ترامب علماً أمريكياً في 3 أكتوبر 2006، بطول 20 قدماً وعرض 30 قدماً (6.1 م وعرض 9.1 م) على عمود علم بطول 80 قدماً (24 م) في مارالاغو. طلب مسؤولو تقسيم المناطق في المدينة من ترامب الالتزام بقواعد تقسيم المناطق في المدينة التي تحدد ارتفاع أعمدة العلم بنحو 42 قدماً (13 م). أدى هذا النزاع إلى قيام مجلس مدينة بالم بيتش بفرض رسوم قدرها 1,250 دولاراً على ترامب عن كل يوم يظل فيه العلم مرفوعاً. رفع ترامب دعوى قضائية ضد بلدة بالم بيتش. وفي النهاية أسقط دعواه القضائية بشأن العلم، وفي المقابل تنازلت المدينة عن غراماتها. كجزء من الوساطة التي أمرت بها المحكمة، سُمح لترامب بتقديم طلب للحصول على تصريح والاحتفاظ بعمود أقصر بمقدار 10 أقدام (3.0 م) من العمود الأصلي ويقع في مكان مختلف على حديقته. كما نص الاتفاق على أن يتبرع بمبلغ 100 ألف دولار لمؤسسات خيرية للمحاربين القدامى، مما أدى إلى تغيير قوانين المدينة بالسماح لأعضاء في النادي من خارج المدينة.

### قضية بالتمييز
وقع ترامب ومدينة بالم بيتش اتفاقية سمحت لترامب بتحويل المقر إلى نادٍ خاص في 1993. طلب ترامب من مجلس بالم بيتش في نوفمبر 1996، رفع القيود الواردة في الاتفاقية التي حدت من التصوير الإعلامي وصناعة الأفلام وبيع الأراضي والعضوية والمرور في النادي، ومنعته من التقدم بطلب للحصول على إعفاءات ضريبية على العقار لمدة ثلاث سنوات. رفض المجلس الطلب. وقبيل الاجتماع «كان ترامب ومحاميه قد ألمحوا بالفعل إلى أنه وناديه تعرضوا للتمييز لكون العديد من أعضائه من اليهود، والأسوأ من ذلك أن أعضاء المجلس الذين فرضوا الشروط عليه لم يفرضوا هذه القيود على أنديتهم الخاصة» وفقاً لمجلة فانيتي فير. رفع ترامب دعوى قضائية في محكمة مقاطعة الولايات المتحدة للمنطقة الجنوبية من فلوريدا في ديسمبر 1997، زاعماً أن المدينة تمارس التمييز ضده وناديه لكون النادي يقبل أعضاء يهوداً وأميركيين من أصل إفريقي، ولأن مسؤولي المدينة يمتلكون حصصاً مالية في الأندية المنافسة.

### دعوى الطيران
رفع ترامب دعاوى قضائية متكررة ضد مقاطعة بالم بيتش بشأن الطائرات المتجهة من وإلى مطار بالم بيتش الدولي والتي يُزعم أنها تؤثر على مارالاغو.
رفع ترامب مثل هذه الدعوى القضائية لأول مرة في 1995؛ ووصل إلى تسوية في 1996، حيث وافقت المقاطعة على التعاون مع إدارة الطيران الفيدرالية وتغيير أنماط الطيران بحيث تحلق الطائرات النفاثة الأكثر ضوضاءً فوق منطقة أوسع. استأجر ترامب 215 فداناً من المقاطعة كجزء من التسوية، حيث بنى عليها نادي ترامب الدولي للغولف الذي يضم من 18 حفرة. رفع ترامب دعوى قضائية أخرى تهدف إلى منع المطار من بناء مدرج تجاري ثانٍ في يوليو 2010. إلا أن دعواه هذه رُفضت.
رفع ترامب دعوى ثالثة ضد المقاطعة في يناير 2015، سعياً للحصول على 100 مليون دولار كتعويضات عن «إحداث كمية غير معقولة من الضوضاء والانبعاثات والملوثات في مارالاغو». يزعم ترامب أن المسؤولين ضغطوا على إدارة الطيران الفيدرالية لتوجيه حركة المرور الجوي إلى مطار بالم بيتش الدولي فوق مارالاغو في عمل "متعمد وخبيث".
حكم قاضي محكمة الدائرة في فلوريدا ضد معظم حجج ترامب في نوفمبر 2015، ورفض أربعة من المطالبات الستة وسمح للآخرين بالمضي قدماً. أسقط ترامب الدعوى بعد فوزه بالرئاسة، فقد كان من المرجح أن يصبح العقار منطقة حظر طيران ستفرضها إدارة الطيران الفيدرالية. في يناير 2017، أعفت بالم بيتش مارالاغو من حظر هبوط المروحيات على العقارات السكنية أثناء تولي ترامب منصب الرئيس، بما في ذلك أسطوله الخاص ومارين ون.

### استخدامه كمقر إقامة لترامب

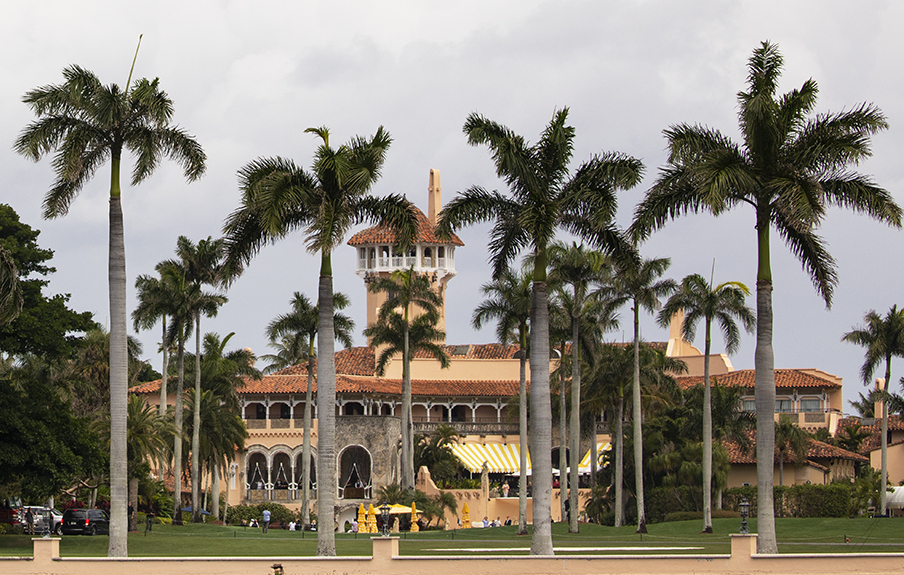
ملكية ترامب في جزيرة بالم بيتش في 2019

أصبحت مارالاغو المقر الرئيسي لدونالد وميلانيا ترامب في سبتمبر 2019، اللذين كانا يشغلان سابقاً مقر إقامة رئيسي في مدينة نيويورك. وقد طُعن في هذه الشرعية لأن ترامب وقع في 1993 "اتفاقية استخدام" مع بلدة بالم بيتش بولاية فلوريدا، والتي غيرت تسمية مارالاغو من مسكن عائلي واحد إلى نادٍ خاص وحددت أن الضيوف، بما في ذلك ترامب، لا يمكنهم البقاء هناك لأكثر من ثلاثة أسابيع غير متتالية في السنة.
سلم جيران مارالاغو خطاب طلب إلى بلدة بالم بيتش في ديسمبر 2020، مشيرين إلى أن البلدة يجب أن تخطر ترامب بأنه لا يمكنه استخدام العقار كمقر إقامته. خلص محامي بالم بيتش في 2021، إلى أن قانون تقسيم المناطق في بالم بيتش يسمح للموظفين بالإقامة في نوادي خاصة. كما ذكر أن المستندات التي قدمها محامي ترامب أكدت أن ترامب كان موظفاً تشمل واجباته «الإشراف على الممتلكات، وتقييم أداء الموظفين، واقتراح تحسينات على عمليات النادي، ومراجعة الشؤون المالية للنادي، وحضور الفعاليات، واستقبال الضيوف، والتوصية بالمرشحين للعضوية».

### التناقض في التقييم
يُقيم مُقيمو مقاطعة بالم بيتش قيمة العقار «بناءً على صافي الدخل التشغيلي السنوي لمارالاغو كنادٍ، وليس على قيمته عند إعادة بيعه كمنزل أو على حساب تكلفة إعادة بنائه». وجدت محكمة نيويورك، كجزء من التحقيق المدني لنيويورك في منظمة ترامب، أنه من 2011 إلى 2021 قيمت مقاطعة بالم بيتش العقار بقيمة تتراوح من 18 مليون دولار إلى 27.6 مليون دولار، بينما في نفس الوقت قيمت البيانات المالية لترامب من 427 مليون دولار إلى 627 مليون دولار كجزء من مخطط مزعوم لخفض أقساط التأمين والحصول على شروط قرض مواتية. اقترح العديد من سماسرة العقارات أن قيمة العقار تتراوح بين 300 مليون دولار إلى مليار دولار.